# Sada (Galizia)
Sada è un comune spagnolo di 15 841 abitanti situato nella comunità autonoma della Galizia.

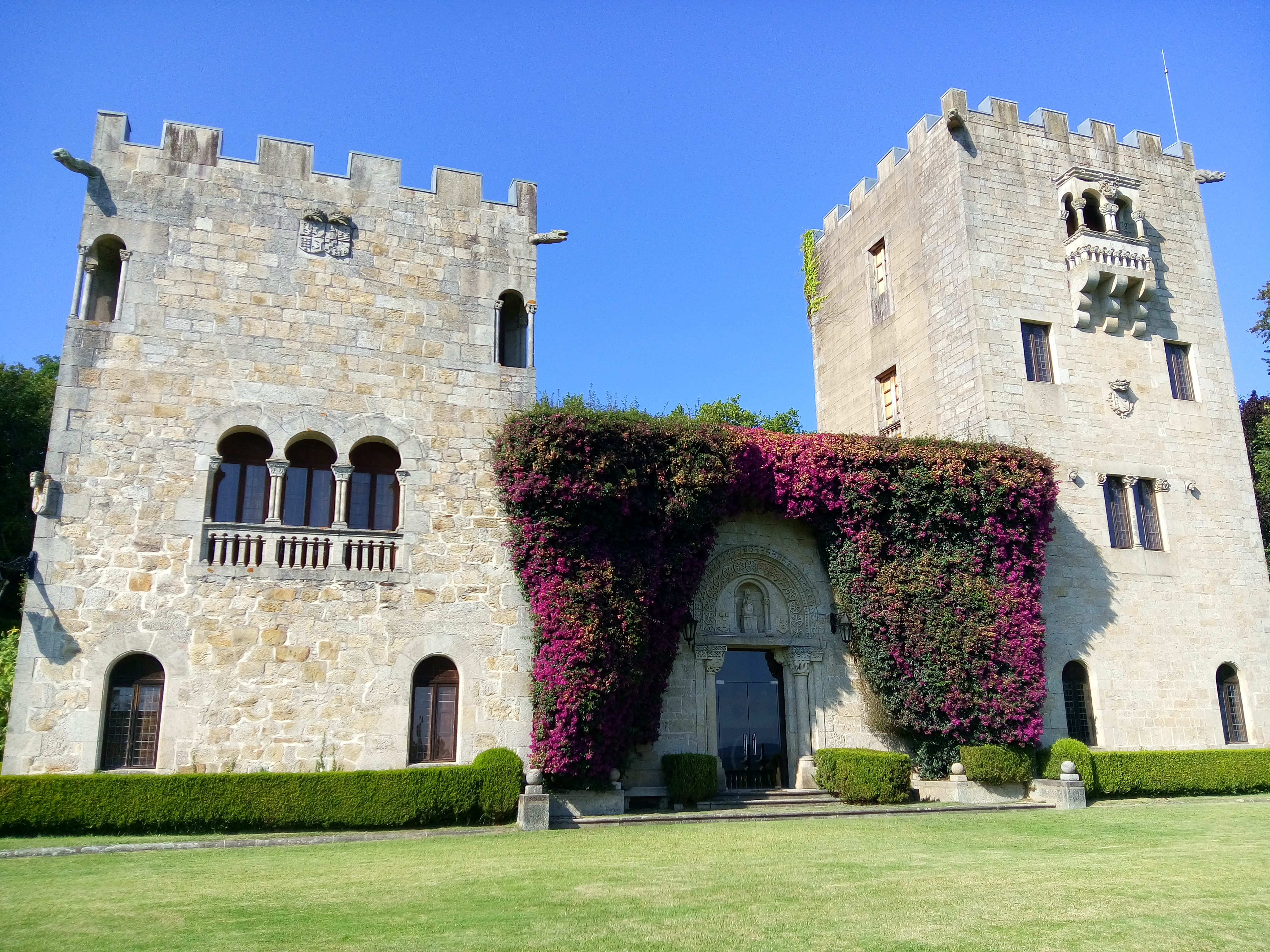
Il Pazo de Meirás